# Bunkeflo landskommun
Bunkeflo landskommun var en tidigare kommun i dåvarande Malmöhus län.

## Administrativ historik
När 1862 års kommunalförordningar började gälla inrättades över hela landet cirka 2 400 landskommuner, de flesta bestående av en socken. Därutöver fanns 89 städer och 8 köpingar, som då blev egna kommuner.
Denna kommun bildades då i Bunkeflo socken i Oxie härad i Skåne. 
Vid kommunreformen 1952 bildade den storkommun genom sammanläggning med de tidigare kommunerna Västra Klagstorp och Tygelsjö.
År 1971 gick hela området upp i den då nybildade Malmö kommun.
Kommunkoden 1952-1970 var 1232.

### Kyrklig tillhörighet
I kyrkligt hänseende tillhörde kommunen Bunkeflo församling. Den 1 januari 1952 tillkom Tygelsjö församling och Västra Klagstorps församling.

## Geografi
Bunkeflo landskommun omfattade den 1 januari 1952 en areal av 40,57 km², varav 40,49 km² land.

### Tätorter i kommunen 1960
| Tätort          | Folkmängd |
| --------------- | --------- |
| Klagshamn       | 694       |
| Bunkeflo strand | 539       |
| Tygelsjö        | 481       |
| Bunkeflo        | 225       |

Tätortsgraden i kommunen var den 1 november 1960 56,1 procent.

## Politik

### Mandatfördelning i valen 1938-1966
| 15 | 5 |

| 17 | 3 |

| 16 | 4 |

| 18 |

| 1 | 16 | 3 |

| 18 |

| 24 | 9 | 2 |

| 32 |

| 22 | 5 | 3 | 5 |

| 31 |

| 20 | 7 | 2 | 6 |

| 29 | 6 |

| 22 | 5 | 3 | 5 |

| 32 |

| 19 | 6 | 4 | 6 |

| 31 |